# 6.ª etapa da Volta a Espanha de 2017
A 6.ª etapa da Volta a Espanha de 2017 teve lugar a 24 de agosto de 2017 entre Villarreal e Sagunto sobre um percurso escarpado de 204,4 km.

## Classificação da etapa
| \| Classificação por etapas \| Classificação por etapas \| Classificação por etapas \| Classificação por etapas \| Classificação por etapas \| \| Ciclista \| Ciclista \| Equipe \| Tempo \| \| \| ------------------------ \| ------------------------ \| ------------------------ \| ------------------------ \| ------------------------ \| \| 1. \| Tomasz Marczyński \| Lotto-Soudal \| 4h47m02s \| \| \| 2. \| Paweł Poljański \| Bora-Hansgrohe \| + 0s \| \| \| 3. \| Enric Mas \| Quick-Step Floors \| + 0s \| \| \| 4. \| Luis León Sánchez \| Astana \| + 8s \| \| \| 5. \| Jan Polanc \| UAE Team Emirates \| + 8s \| \| \| 6. \| Warren Barguil \| Team Sunweb \| + 26s \| \| \| 7. \| Giovanni Visconti \| Bahrain-Merida \| + 26s \| \| \| 8. \| Chris Froome \| Team Sky \| + 26s \| \| \| 9. \| Fabio Aru \| Astana \| + 26s \| \| \| 10. \| Jack Haig \| Orica-Scott \| + 26s \| \| |                   |                   |          |
| |                   |                   |          |
| Fonte: ProCyclingStats |                   |                   |          |
| Classificação por etapas |                   |                   |          |
| Ciclista | Ciclista          | Equipe            | Tempo    |
| 1. | Tomasz Marczyński | Lotto-Soudal      | 4h47m02s |
| 2. | Paweł Poljański   | Bora-Hansgrohe    | + 0s     |
| 3. | Enric Mas         | Quick-Step Floors | + 0s     |
| 4. | Luis León Sánchez | Astana            | + 8s     |
| 5. | Jan Polanc        | UAE Team Emirates | + 8s     |
| 6. | Warren Barguil    | Team Sunweb       | + 26s    |
| 7. | Giovanni Visconti | Bahrain-Merida    | + 26s    |
| 8. | Chris Froome      | Team Sky          | + 26s    |
| 9. | Fabio Aru         | Astana            | + 26s    |
| 10. | Jack Haig         | Orica-Scott       | + 26s    |

## Classificações ao final da etapa

### Classificação geral
| \| Classificação geral \| Classificação geral \| Classificação geral \| Classificação geral \| Classificação geral \| \| Ciclista \| Ciclista \| Equipe \| Tempo \| \| \| ------------------- \| ------------------- \| ------------------- \| ------------------- \| ------------------- \| \| 1. \| Chris Froome \| Team Sky \| 22h54m38s \| \| \| 2. \| Esteban Chaves \| Orica-Scott \| + 11s \| \| \| 3. \| Nicolas Roche \| BMC Racing Team \| + 13s \| \| \| 4. \| Tejay van Garderen \| BMC Racing Team \| + 30s \| \| \| 5. \| Vincenzo Nibali \| Bahrain-Merida \| + 36s \| \| \| 6. \| David de la Cruz \| Quick-Step Floors \| + 40s \| \| \| 7. \| Fabio Aru \| Astana \| + 49s \| \| \| 8. \| Adam Yates \| Orica-Scott \| + 50s \| \| \| 9. \| Michael Woods \| Cannondale-Drapac \| + 1m13s \| \| \| 10. \| Simon Yates \| Orica-Scott \| + 1m26s \| \| |                    |                   |           |
| |                    |                   |           |
| Fonte: ProCyclingStats |                    |                   |           |
| Classificação geral |                    |                   |           |
| Ciclista | Ciclista           | Equipe            | Tempo     |
| 1. | Chris Froome       | Team Sky          | 22h54m38s |
| 2. | Esteban Chaves     | Orica-Scott       | + 11s     |
| 3. | Nicolas Roche      | BMC Racing Team   | + 13s     |
| 4. | Tejay van Garderen | BMC Racing Team   | + 30s     |
| 5. | Vincenzo Nibali    | Bahrain-Merida    | + 36s     |
| 6. | David de la Cruz   | Quick-Step Floors | + 40s     |
| 7. | Fabio Aru          | Astana            | + 49s     |
| 8. | Adam Yates         | Orica-Scott       | + 50s     |
| 9. | Michael Woods      | Cannondale-Drapac | + 1m13s   |
| 10. | Simon Yates        | Orica-Scott       | + 1m26s   |

### Classificação por pontos
| Classificação por pontos | Classificação por pontos | Classificação por pontos | Classificação por pontos | Classificação por pontos |
| Ciclista                 | Ciclista                 | Equipe                   | Pontos                   |                          |
| ------------------------ | ------------------------ | ------------------------ | ------------------------ | ------------------------ |
| 1.                       | Matteo Trentin           | Quick-Step Floors        | 49 pts                   |                          |
| 2.                       | Vincenzo Nibali          | Bahrain-Merida           | 31 pts                   |                          |
| 3.                       | Alexey Lutsenko          | Astana                   | 29 pts                   |                          |
| 4.                       | Chris Froome             | Team Sky                 | 28 pts                   |                          |
| 5.                       | Edward Theuns            | Trek-Segafredo           | 28 pts                   |                          |
| 6.                       | Tomasz Marczyński        | Lotto-Soudal             | 27 pts                   |                          |
| 7.                       | Yves Lampaert            | Quick-Step Floors        | 25 pts                   |                          |
| 8.                       | Tom Van Asbroeck         | Cannondale-Drapac        | 25 pts                   |                          |
| 9.                       | Paweł Poljański          | Bora-Hansgrohe           | 24 pts                   |                          |
| 10.                      | Sacha Modolo             | UAE Team Emirates        | 22 pts                   |                          |

### Classificação por equipas
| Classificação por equipes | Classificação por equipes | Classificação por equipes | Classificação por equipes |
| Equipe                    | Equipe                    | Tempo                     |                           |
| ------------------------- | ------------------------- | ------------------------- | ------------------------- |
| 1.                        | Astana                    | 68h11m35s                 |                           |
| 2.                        | Orica-Scott               | + 1m59s                   |                           |
| 3.                        | UAE Team Emirates         | + 2m56s                   |                           |
| 4.                        | Sky                       | + 4m07s                   |                           |
| 5.                        | Team Sunweb               | + 5m19s                   |                           |
| 6.                        | Movistar Team             | + 6m58s                   |                           |
| 7.                        | Caja Rural-Seguros RGA    | + 16m22s                  |                           |
| 8.                        | Quick-Step Floors         | + 17m00s                  |                           |
| 9.                        | Bahrain-Merida            | + 23m30s                  |                           |
| 10.                       | AG2R La Mondiale          | + 26m24s                  |                           |

## ligações externas
- 6.ª etapa da Volta a Espanha de 2017 no ProCyclingStats
- Página oficial